# Język orang seletar
Język orang seletar – język austronezyjski używany w stanie Johor w Malezji, przez członków ludu Orang Seletar. Posługuje się nim 790 osób.
Należy do grupy języków malajskich, w klasyfikacji Ethnologue stanowi część tzw. makrojęzyka malajskiego. Może być także klasyfikowany jako dialekt języka malajskiego.
Nie wykształcił piśmiennictwa.